# Árnafjall (Vágar)
De Árnafjall is een berg op de Faeröer met een hoogte van 722 meter. De berg ligt in het zuidwesten van het eiland Vágar en is tevens de hoogste berg van dit eiland. Vlak bij de Árnafjall ligt het dorp Gásadalur.
De naam Árnafjall betekent letterlijk Arendsberg.